# Pike megye (Mississippi)
Pike megye az Amerikai Egyesült Államokban, azon belül Mississippi államban található. Megyeszékhelye Magnolia, legnagyobb városa McComb (Mississippi). Lakosainak száma 40 324 fő (2020. április 1.). Pike megye Lincoln, Amite, Walthall, Tangipahoa és Washington megyékkel határos.

## Népesség
A megye népességének változása:
| Lakosok száma | 40 443 | 40 436 | 40 118 | 40 014 | 39 956 | 40 324 |
|               | 2010   | 2011   | 2012   | 2013   | 2015   | 2020   |